# Uromenus finoti
Uromenus finoti är en insektsart som först beskrevs av Brunner von Wattenwyl 1882.  Uromenus finoti ingår i släktet Uromenus och familjen vårtbitare. Inga underarter finns listade i Catalogue of Life.